# Parque nacional de Jebel Zaghdoud
El Parque nacional de Jebel Zaghdoud es un parque nacional del norte-nordeste de Túnez, situado en la delegación de Oueslatia, en la gobernación de Cairuán. Tiene una extensión de 1792 hectáreas (17,92 km2) y fue creado en 2010.

## Características
El macizo de Zaghdoud forma parte de la dorsal tunecina. Se accede a partir de la carretera MC 46 Kariouan-Oueslatia por una pista que alcanza el macizo. Está orientado NE-SW como un conjunto de anticlinales que forman una serie de colinas, en que la más alta, Koudiet Echegga, alcanza 639 m. Estas colinas están separadas por uadis. El parque está limitado por tres superficies de agua, el lago El Gouazine, el embalse El Kouket y el embalse El Hroug.
El objetivo del parque es preservar una combinación florística de algarrobo y encina, junto a especies endémicas vegetales y animales, así como la protección de los tres embalses colindantes que lo rodean, con una capacidad de 10 millones de m3. En la zona hay vestigios de civilizaciones anteriores y pinturas rupestres.

## Flora y fauna
El endemismo vegetal está representado por una especie de retama tunecina, con la particularidad de la combinación de alcornoque y encina, olivo y lentisco, y otras plantas saharianas. Entre la fauna, jabalí, chacal, zorro, rapaces nocturnas, tortuga terrestre, murciélago, víbora, culebra de Montpellier, perdiz, codorniz, tórtola, jilguero, golondrina, lavandera blanca, ánade real, pato cuchara, polla de agua, focha común, tordo, etc.